# Albert Fert
Albert Fert (Carcassona, 7 de março de 1938) é um físico francês.
É um dos descobridores do efeito de magnetorresistência gigante, que permitiu aos discos rígidos modernos superarem a barreira de gigabytes.
É professor na Université Paris-Sud em Orsay, e diretor científico de um laboratório associado ('Unité mixte de physique') entre o Centre National de la Recherche Scientifique (Centro Francês de Pesquisas) e Thales Group. Agraciado com o Nobel de Física de 2007, junto a Peter Grünberg.

## Educação
Graduado em 1962 na École Normale Supérieure em Paris. Mestrado em 1963 na Universidade de Paris, e doutorado em 1970 na Université Paris-Sud.

## Pesquisa
Em 1988 descobriu o efeito da magnetoresistência gigante (GMR) em multicamadas de ferro e cromo, descoberta reconhecido como iniciadora da spintrônica. O GMR foi simulado e descoberto independentemente por Peter Grünberg do Jülich Research Centre. Desde 1988, Albert Fert tem realizado contribuições ao campo da spintrônica.

## Prémios
- Prémio Internacional da American Physical Society para Novos Materiais (1994),
- Grand prix de physique Jean Ricard da Sociedade Francesa de Física (1994),
- Prémio Magnetismo da União Internacional de Física Pura e Aplicada (1994),
- Prémio Hewlett-Packard Europhysics (1997),
- Medalha de Ouro CNRS do Centre National de la Recherche Scientifique (2003),
- Prêmio Wolf de Física (2006/7),
- Prêmio Japão (2007),
- eleito para a Academia Francesa de Ciências em 2004,
- Nobel de Física (2007), compartilhado com Peter Grünberg, pela descoberta do efeito de magnetoresistência gigante.[1]